# 135.ª Brigada Mixta (Ejército Popular de la República)
La 135.ª Brigada Mixta fue una unidad del Ejército Popular de la República creada durante la Guerra Civil Española. A lo largo de la contienda actuó en los frentes de Aragón, Segre, Ebro y Cataluña.

## Historial
La unidad fue creada en mayo de 1937, originalmente como reserva del Ejército del Este, e integrándose después en la 31.ª División. La jefatura de la brigada recayó en el comandante de infantería Pedro Sugrañes Español, con Arturo Quintana Casanova como comisario político. En junio de 1937 tomó parte en la ofensiva de Huesca, donde no tuvo una actuación destacada. Posteriormente sería destinada a la Defensa de Costas, donde permaneció hasta mediados de 1938.
En mayo de 1938 se trasladó a la cabeza de puente de Serós, donde entre el 22 y el 26 de mayo de 1938 lanzó varios ataques fallidos contra las posiciones franquistas. El 17 de junio acudió al sector de Vilanova de la Barca para cubrir la retirada republicana de la fallida cabeza de puente —establecida unos días antes—. El comandante Sugrañes pasó a mandar la 62.ª División del XXIV Cuerpo de Ejército, unidad en la que quedó integrada la 135.ª BM; el mando de la brigada pasó al mayor de milicias Joaquín Gaspar Gómez.
Tras el comenzó de la batalla del Ebro, el 15 de agosto la 135.ª BM fue enviada como refuerzo, cruzando el río entre Flix y Ribarroja. Quedó situada dentro del sector de la 3.ª División, actuando como refuerzo de esta. Permaneció en segunda línea hasta la noche del día 21, cuando entró en combate en el sector cubierto por la 149.ª Brigada. Defendió con encono sus posiciones en el Vértice Gaeta frente a los ataques enemigos, sufriendo un duro desgaste durante los combates. Según indica José Manuel Martínez Bande, la 135.ª Brigada fue «casi cercada y aniquilada, retrocediendo en desorden ante la infiltración enemiga». La presión enemiga hizo que la brigada hubiera de retirarse hacia el sur el día 22 junto a la 16.ª División. Los restos de la 135.ª BM se retiraron hacia La Fatarella, antes de ser enviada a retaguardia para ser sometida a una reorganización.
Volvió a quedar agregada a la 31.ª División, quedando la 135.ª BM bajo el mando del comandante de infantería Juan Arbonés Arbonés. A finales de año llegó a relevar a la 104.ª Brigada Mixta en el frente del Segre. Sin embargo, la 135.ª BM acabaría siendo disuelta. El comandante Arbonés llegó a reunir a los restos de la unidad para intentar organizar la defensa de La Seo de Urgel, el 22 de enero de 1939, pero no lo consiguió y a continuación se retiró junto a sus fuerzas a la frontera francesa.

## Mandos
Comandantes
- Comandante de infantería Pedro Sugrañes Español;
- Mayor de milicias Joaquín Gaspar Gómez;
- Mayor de milicias Juan Lacasa;
- Mayor de milicias Francisco Rodríguez Sánchez;
- Comandante de infantería Juan Arbonés Arbonés;

Comisarios
- Arturo Quintana Casanova, del PSUC;[10]